# Sculptotheca puberula
Sculptotheca puberula är en skalbaggsart som först beskrevs av Leconte 1865.  Sculptotheca puberula ingår i släktet Sculptotheca och familjen trägnagare. Inga underarter finns listade i Catalogue of Life.